# Saint-Valérien (Vendée)
Saint-Valérien település Franciaországban, Vendée megyében. Lakosainak száma 549 fő (2022. január 1.). Saint-Valérien La Chapelle-Thémer, L’Hermenault, Pouillé, Saint-Étienne-de-Brillouet, Saint-Laurent-de-la-Salle, Saint-Martin-des-Fontaines és Thiré községekkel határos.

## Népesség
A település népessége az elmúlt években az alábbi módon változott:
| Lakosok száma | 521  | 524  | 536  | 526  | 528  | 532  | 533  | 541  | 549  |
|               | 2013 | 2015 | 2016 | 2017 | 2018 | 2019 | 2020 | 2021 | 2022 |